# Kuskowo (pałac)

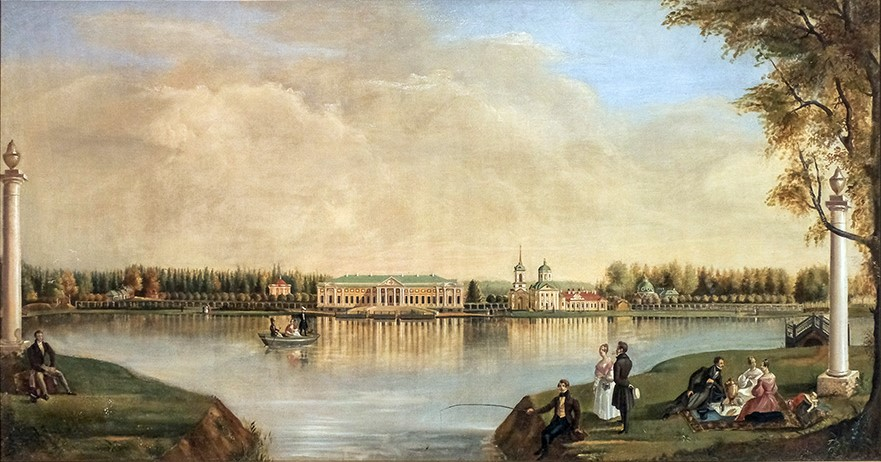
Pejzaż Kuskowa w 1839

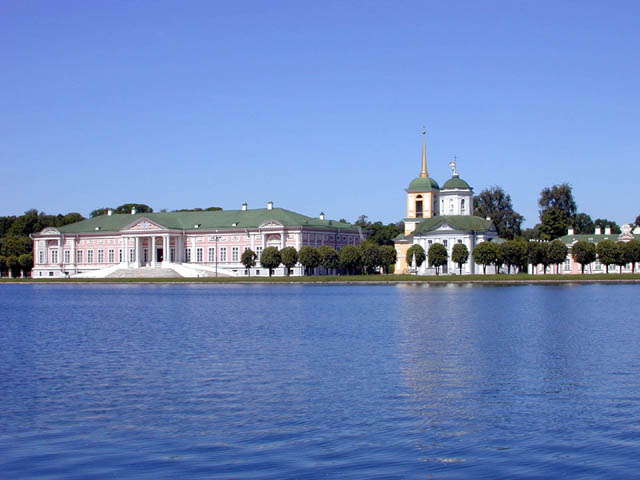
Widok Kuskowa w 1999

Kuskowo – zespół pałacowy hrabiów Szeremietiewów w Moskwie, współcześnie muzeum państwowe.
Osada Kuskowo pierwszy raz wzmiankowana była pod koniec XVI w. jako posiadłość bojarskiego rodu Szeremietiewych i w ich rękach pozostawała aż do rewolucji bolszewickiej w 1917. Obecnie część miasta Moskwa.
W latach 40.–70. XVIII w. ówczesny właściciel majątku hrabia Piotr Szeremietiew zbudował obecny zespół pałacowy, będący jedną z największych i najbogatszych zachowanych do dziś rezydencji w Rosji, nie licząc budowli carskich. Kwestia autorstwa projektu zespołu nie jest wyjaśniona, oficjalne źródła muzealne wskazują na Blanka, część źródeł wymienia jednak francuskiego architekta Wallyego. Architekt cerkwi jest nieznany. Większość reprezentacyjnych budynków, w tym główny pałac powstała w stylu wczesnego klasycyzmu ze śladami baroku, jedynie pawilon Groty powstał w stylu późnobarokowym. W 1919 skonfiskowany majątek przekształcono w muzeum, a w 1938 połączono z muzeum ceramiki i w takiej postaci działa do dziś. Ma więc dwa główne działy: muzeum wnętrz pałacowych i muzeum porcelany, fajansu i szkła. Zbiory ceramiczne liczą ponad 250 tys. eksponatów.
W zespole pałacowym wzniesiono budynek dla utworzonego w latach 60. XVIII w. teatru, którego zespół utworzono z chłopów pańszczyźnianych. Oprócz gmachu zbudowano też teatr na otwartym powietrzu w parku pałacowym. 

## Zespół pałacowy obejmuje
- Cerkiew Wszechmiłującego Zbawiciela (1737–1739) i później wybudowana dzwonnica wolnostojąca (1792)[1]
- Park w stylu francuskim (lata 40.-50. XVIII w.), ponad 30 ha z 60 posągami z XVIII w.[1]
- Domek holenderski(1749)[1]
- Pawilon Grota (1755–1761/75)[1]
- Domek włoski (1755)[1]
- Budynek kuchenny (1756–1757)[1]
- Pawilon Ermitaż (1765–1767)[1]
- Wielka oranżeria kamienna (1761–1763)[1]
- Teatr powietrzny(1763)[1]
- Pałac (1769–1775) drewniany na kamiennym cokole, zachowany wraz z bogatym wyposażeniem i dekoracjami z czasów powstania. W sali balowej plafon malowany przez Louisa-Jean-François Lagrenée[1]
- Kareciarnia (druga połowa XIX wieku)[1]
- Dom zarządcy (1810)[1]
- Domek szwajcarski (1860)[1]

Zrekonstruowano także budowle zniszczone po 1918:
- Woliera
- Menażeria 5 budynków dla ptactwa wodnego, rekonstrukcja z lat 80. XX wieku
- Amerykańska oranżeria